# Jean-Michel Wilmotte
Jean-Michel Wilmotte (* 1948 v Soissons) je francouzský architekt, designér a urbanista.

## Životopis
Jean-Michel Wilmotte absolvoval pařížskou soukromou školu École Nissim de Camondo jako bytový architekt. V roce 1975 otevřel v Paříži vlastní ateliér Governor. V roce 1993 se stal členem komory architektů.

## Hlavní projekty
- 1988–2000: Paříž, Louvre - Palác Louvre, křídlo Richelieu, Rohan, pavilon Sessions (obchody, restaurace).
- 1989: Avignon (Francie), přestavba bývalé tržnice se solí
- 1989: Tokio (Japonsko) kulturní centrum Bunkamura, 3000 m2
- 1991–1998: Lyon (Francie), Muzeum krásných umění, 14 000 m2
- 1994: Lisabon (Portugalsko), Muzeum Chiado, rekonstrukce, zařízení, 3400 m2
- 1994: Paříž, Avenue des Champs-Élysées, městský mobiliář (lavičky, osvětlení, semafory)
- 1995: Karuizava (Japonsko), přestavba bývalého lihovaru na muzeum, 3000 m2
- 1996–1998: Lucemburk (Lucembursko), Banque de Luxembourg - vnitřní zařízení
- 1998–2004: Paříž, Collège de France, rekonstrukce, rozšíření, 25 700 m2
- 2000: Soul (Jižní Korea), mezinárodní letiště - zařízení, 300 000 m2
- 2000–2006: Sarran (Francie), Musée du Président-Jacques-Chirac, 1500 m2
- 2000–2006: Orléans, Lyon, Valenciennes (Francie): tramvaje
- 2000–2002: Bordeaux (Francie), ulice Rue Sainte-Catherine - městský mobiliář a vytvoření náměstí, 1,7 km
- 2003: Bordeaux, kongresový palác, rekonstrukce, rozšíření a zařízení, 10 890 m2
- 2004: Paříž, LVMH, interiéry nové centrály společnosti, 4000 m2
- 2004: Paříž, Avenue de France - městský mobiliář
- 2005: Bordeaux, Banque Populaire du Sud Ouest, nové sídlo společnosti, 12 000 m2
- 2005: Volgograd (Rusko) - ústřední nábřeží
- 2006: Dijon (Francie), náměstí Place de la Libération, 4680 m2
- 2006: Forlì, (Itálie), San Domenico, vybavení muzea, 5000 m2
- 2006: Paříž, městský mobiliář pro linku 3 tramvaje
- 2007: Monako, hotel Novotel, 15 146 m2
- 2007: Latina, (Itálie), schéma centra města
- 2007: Peking (Čína), přestavba muzea současného umění, 7500 m2
- 2008: Dauhá (Katar), muzeum islámského umění, 5250 m2
- 2008: Paříž, Collège des Bernardins, renovace, zařízení, 5000 m2
- 2008: Béziers (Francie), Médiathèque André Malraux, výstavba, 9000 m2
- 2009: Chamonix-Mont-Blanc (Francie), stanice lanovky, 2000 m2
- 2009: Rouen (Francie), obchodní centrum Docks 76, 47 000 m2
- 2010: Paříž, Institut du cerveau et de la moelle épinière, výstavba, 22 000 m2
- 2010: Fréjus (Francie), divadlo, 5300 m2
- 2011: Paříž, hotel Mandarin Oriental, přestavba kanceláří na pětihvězdičkový hotel, 22 000 m2
- 2021: Paříž, Grand Palais éphémère